# Йоннамский университет
Йоннамский университет (кор. 영남대학교) — частный исследовательский университет, расположенный в городе Кёнсан, Корея. Предшественники университета, колледж Тэгу и колледж Чхонгу, были основаны в Тэгу в 1947 и 1950 соответственно. В 1967 году два колледжа были объединены президентом Кореи Пак Чонхи в Йоннамский университет. В 1972 году новый главный кампус университета был открыт в Кёнсане. Йоннамский университет включает в себя юридический и медицинский колледжи и учебную больницу.